# 燃えろ!スーパー戦隊魂!!
「燃えろ!スーパー戦隊魂!!」（もえろスーパーせんたいたましい）は、水木一郎、ならびに堀江美都子のシングル。2001年9月21日に日本コロムビアから発売された（CODC-1994）。

## 概要
表題曲の「燃えろ!スーパー戦隊魂!!」は、Vシネマ『百獣戦隊ガオレンジャーVSスーパー戦隊』のエンディングテーマとして使用された。カップリングには、山形ユキオとガオレンジャーを演じる俳優たちが歌う『劇場版 百獣戦隊ガオレンジャー 火の山、吼える』オープニングテーマ「ガオレンジャー吼えろ!! オールキャスト・スペシャル・ヴァージョン」が収録されている。
「燃えろ!スーパー戦隊魂!!」を歌う水木一郎は、仮面ライダーシリーズやメタルヒーローシリーズなどの主題歌は担当しているが、スーパー戦隊シリーズの主題歌を歌ったのは2007年までは本作のみとなっていた。

## 収録曲
1. 燃えろ!スーパー戦隊魂!!
  - 歌：水木一郎、堀江美都子
  - 作詞：桑原永江
  - 作曲・編曲：亀山耕一郎
  - Vシネマ『百獣戦隊ガオレンジャーVSスーパー戦隊』エンディングテーマ。
2. ガオレンジャー吼えろ!! オールキャスト・スペシャル・ヴァージョン
  - 歌：ガオレンジャー[1]&山形ユキオ
  - 作詞：桑原永江
  - 作曲・編曲：中川幸太郎
  - 『劇場版 百獣戦隊ガオレンジャー 火の山、吼える』オープニングテーマ。特撮テレビ番組『百獣戦隊ガオレンジャー』では通常は山形のソロが使われ、第45話のみこちらが使われた。
  - 原曲である山形のソロでは曲の音源に収録されていないタイトルコールが追加されている。

## 注
1. 1 2 3  金子昇（獅子走 / ガオレッド）、堀江慶（鷲尾岳 / ガオイエロー）、柴木丈瑠（鮫津海 / ガオブルー）、酒井一圭（牛込草太郎 / ガオブラック）、竹内実生（大河冴 / ガオホワイト）、玉山鉄二（大神月麿 / ガオシルバー）
2. ↑  『バトルフィーバーJ』『太陽戦隊サンバルカン』『百獣戦隊ガオレンジャー』の挿入歌は担当経験があり、本楽曲以降『獣拳戦隊ゲキレンジャー』エンディングテーマ「道」で初めて、スーパー戦隊シリーズのテレビシリーズの主題歌を担当している。デュエットを行う堀江美都子はスーパー戦隊シリーズ第1作『秘密戦隊ゴレンジャー』の主題歌「進め!ゴレンジャー」の主題歌を担当している。